# Joan Snyder
Joan Snyder, (Nova York, 16 de abril de 1940), é uma pintora americana de Nova York. Faz parte dos programas MacArthur Fellow, Guggenheim Fellow, e National Endowment for the Arts Fellow.
Snyder começou a ganhar atenção pública no início da década de 1970 com suas "pinturas de traçado", gestuais e elegantes, que usavam uma grade para desconstruir e relatar a história da pintura abstrata. No final dos anos setenta, Snyder havia abandonado a formalidade da grade. Ela começou mais explicitamente a incorporar símbolos e textos, já que as pinturas adquiriram uma materialidade mais complexa. Essas primeiras obras foram incluídas nos anos de 1973 e 1981 no Whitney Biennials e em 1975 no Corcoran Biennial.
"As funções da arte da Sra. Snyder, em primeiro lugar, são promover a tradição da pintura e explorar os aspectos mais sérios da condição humana; para nos conectar não apenas um ao outro e à natureza, mas a ritos e mitos antigos. Ela nos lembra que, independentemente de quão modernos e civilizados estejamos, a arte ainda pode ser crua, primitiva e talismãria. Sem desculpas ou decoro, o trabalho da Sra. Snyder desperta todas as coisas ainda selvagens dentro de nós"  – Lance Esplund, WSJ
Muitas vezes referido como uma artista autobiográfica ou confessional, as pinturas de Snyder são narrativas de experiências pessoais e comunitárias. Através de uma abordagem ferozmente individual e experimentação persistente com técnica e materiais, Snyder ampliou o potencial expressivo da pintura abstrata, gerando gerações de artistas emergentes.

## Honrarias e Bolsas de Estudo
Snyder recebeu em 1974 uma bolsa na National Endowment for the Arts Fellowship, em 1983 John Simon Guggenheim Memorial Fellowship, em 2007 MacArthur Fellowship,  e em 2016 Arts & Letters Award in Art da American Academy of Arts & Letters.

## Vida pessoal
Joan Snyder nasceu em 16 de abril de 1940, em Highland Park, New Jersey.  Graduou-se na Douglass College em 1962 e seu mestrado em Belas Artes pela Rutgers University em 1966.
Em 1969 Snyder se casou com o fotógrafo Larry Fink. Ela deu à luz Molly, em 1979. Seu neto Elijah nasceu em 2012. Em 2011, Snyder casou-se com sua parceira de 28 anos, Margaret Cammer, um Estado aposentado de Nova York
In 1969 Snyder married photographer Larry Fink. She gave birth to their daughter, Molly, in 1979. Her grandson Elijah was born in 2012. In 2011 Snyder married her partner of 28 year, Margaret Cammer, uma juíza da Suprema Corte interina aposentada do Estado de Nova York e ex-juíza administrativa adjunta do Tribunal Civil da cidade de Nova York
Atualmente Snyder vive e trabalha no Brooklyn e Woodstock, NY. Ela é exposta na Franklin Parrasch Gallery em New York, NY, Parrasch Heijnen Gallery em Los Angeles, CA, and Elena Zang Gallery em Woodstock, NY.

## Educação
Depois de graduar-se na faculdade Douglass College no ano de 1962, Snyder recebeu seu mestrado em Belas Artes na Universidade Estadual de Rutgers (1966).

## Trabalhos
Enquanto vivia em uma fazenda em New Jersey no ano de 1962, Snyder trabalhou em num estúdio próximo ao Rio Raritan, em New Brunswick, produzindo algumas de suas mais recentes pinturas de fazendas e paisagens, assim como retratos expressionistas. Em meados dos anos 60, ela estava trabalhando explicitamente com a ideia de uma sensibilidade feminina, usando materiais na sua pintura como sementes de lentinhas, lã, fios, glitter e gaze. Snyder descreve seu processo de criação envolvendo materiais não-artísticos como um tipo de ritual para sua pintura. Suas ideias geralmente ganham forma em suas pinturas por outros meios que não a pintura, como a música, poesia e palavras para chamar ainda mais a intenção de suas peças. Esses trabalhos acabaram levando às pinturas pioneiras de Snyder do final dos anos 60 e início dos anos 70. Os críticos classificaram seu trabalho como inacessível aos espectadores por causa de seu estilo de pintura confuso e sobrecarregado. Snyder trabalhou ao lado de artistas como Mary Heilmann, Jennifer Bartlett e Harriet Korman durante os anos 60, todos os quais estavam tentando trazer mais transformação para a sua arte.
Alguns de seus trabalhos incluem:
- See What a life, Etching and woodcut print, 24 x 36, 2010 [8]
- Things Have Tears And We Know Suffering, Xilogravura pintada sobre tábua, 18 in x 18 in, 1984 [8]
- For the Gold, Óleo, rosas, acrílico e glitter no painel de madeira, 20 × 36 in [8]
- Wild Roses, Litografia / gravura / xilogravura, 28 3/8 x 38 3/8, 2010 [8]
- Requiem/Let Them Rest, gravura / Litografia / xilogravura no papel, 26 x 20, 1998, Edição de 120 [8]
- Black Pond, óleo / acrílico /  papel marche /  papel / galhos / glitter no linho, 24 x 24, 2011 [8]

## Pintura de Traçado
No início da década de 1970, Snyder começou a explorar a pintura como sujeito, reconstruindo a pintura abstrata através de traços gestuais em tela sobre um fundo quadrado. Essas pinturas, mais comumente conhecidas como suas "pinturas de traçado", foram incluídas no Whitney Biennials nos anos de 1973 e 1981, assim como no  Corcoran Biennial em 1975.
Seguindo as pinturas de traçado, em meados dos anos 70, o trabalho de Snyder mais uma vez revisitou a sensibilidade feminina e o trabalho explorou vigorosamente a materialidade. No final dos anos 70, abandonou a formalidade e começou a incorporar mais explicitamente símbolos e texto em suas pinturas.

## O Movimento Feminista
Snyder é uma feminista declarada e cria trabalho em vão do expressionismo abstrato por causa de como o gênero é pintado é algo dominado por artistas masculinos. Dentro de seu trabalho usa formas e marcas que evocam anatomia feminina, como vaginas, mamilos e seios.
Em 1971, Snyder fundou a Mary H. Dana Women Artist Series, "o mais antigo espaço de exposição contínua dos Estados Unidos dedicado a tornar visível o trabalho de artistas femininas contemporâneas emergentes e estabelecidas".
Ela se tornou um membro contribuinte da Heresies, a Feminist Publication On Art and Politics, ao lado de artistas e críticas, incluindo Ida Applebroog, Joyce Kozloff, Lucy Lippard, Nina Yankowitz, Joan Braderman, Sue Heinemann e Miriam Schapiro, entre muitos outros.

## Exposições e Coleções
Em 1994, Joan Snyder, Painter: 1969 to Now foi exposto no Parrish Art Museum em Southampton, L.I. Foi uma exposição composta pelos primeiros 25 anos de seu trabalho, até esse ponto em sua carreira.
Em 2005, The Jewish Museum em Nova Iorque apresentou uma pesquisa de 35 anos sobre o trabalho de Snyder  que viajou para o Danforth Museum of Art em Framingham, Massachusetts. A exposição foi acompanhada por uma monografia, Joan Snyder, com uma introdução de Norman Kleeblatt e ensaios por Hayden Herrera e Jenni Sorkin.
Em 2011, Dancing With The Dark: Joan Snyder Prints 1963-2010 estreou no Zimmerli Art Museum at Rutgers University, New Brunswick, NJ, logo em seguida indo para  Boston University Art Gallery, Boston, MA; University of Richmond Museums, Richmond, VA; University of New México Art Museum, Albuquerque, NM acompanhado por um extenso catálogo de exposições com um ensaio do curador, Marilyn Symmes.
Em 2015, Sub Rosa inaugurou no Franklin Parrasch Gallery em Manhattan, NY, que foi uma exposição do trabalho que a artista vinha desevolvendo dois anos antes da exposição.
O trabalho de Snyder pode ser encontrado em muitas coleções públicas, incluindo The Metropolitan Museum of Art, The Museum of Modern Art, The Whitney Museum of American Art, The Jewish Museum, The Guggenheim, The High Museum of Art, The San Francisco Museum of Modern Art, Art Institute of Chicago, The Phillips Collection, The Dallas Museum of Fine Art e The National Museum of Women in the Arts.